# Medeama Sporting Club
El Medeama Sporting Club es un equipo de fútbol de Ghana que milita en la Liga de fútbol de Ghana, la liga de fútbol más importante del país.

## Historia
Fue fundado el 18 de abril del 2002 en la ciudad de Tarkwa con el nombre Kessben FC, hasta que en enero del 2011 lo cambiaron por su nombre actual.
Su título más importante hasta el momento ha sido la Copa de Ghana obtenida en la temporada 2012/13, en la que vencieron en la final 1-0 al Asante Kotoko FC.
A nivel internacional han participado en un torneo continental, en la Copa Confederación de la CAF 2014, donde fueron eliminados en la tercera ronda por el AC Léopards de Congo-Brazzaville.

## Palmarés
- Liga Premier de Ghana: 1

2023
- Copa de Ghana: 2

2013, 2015
- Supercopa de Ghana: 1

2015

## Participación en competiciones de la CAF
| Temporada | Torneo                       | Ronda      | Club            | Casa | Visita | Global      |
| --------- | ---------------------------- | ---------- | --------------- | ---- | ------ | ----------- |
| 2014      | Copa Confederación de la CAF | Preliminar | The Panthers FC | 2-0  | 2-1    | 4-1         |
| 2014      | Copa Confederación de la CAF | 1          | MAS Fez         | 3-0  | 1-2    | 4-2         |
| 2014      | Copa Confederación de la CAF | 2          | ZESCO United    | 2-0  | 0-1    | 2-1         |
| 2014      | Copa Confederación de la CAF | 3          | AC Léopards     | 2-0  | 0-2    | 2-2 (4-5 p) |

## Gerencia
- Presidente:  Moses Armah[1]
- Jefe ejecutivo: Vacante[9]
- Director técnico:  Ignatius Osei-Fosu

## Jugadores notables
- Kwabena Adusei
- Daniel Agyei
- Stephen Ahorlu
- Tahiru Awudu
- Abdul Naza Alhassan
- Rashid Nortey[34][35]
- Prince Opoku Agyemang[36]
- Ransford Osei
- Mohammed Tanko Ismaila
- Joseph Tetteh Zutah[36]
- Ahmed Touré[36]